# Bacanora
Le Bacanora est une boisson alcoolisée originaire du Mexique, en particulier de l'État de Sonora, obtenue par fermentation et distillation de parties de l'espèce d'agave Agave angustifolia. Le produit, qui est désormais protégé en tant qu'appellation d'origine protégée, ne peut être produit que dans les 35 municipalités désignées de l'État. Il fut autrefois interdit mais est désormais considérée comme l'un des symboles de Sonora.
Le Bacoranora, qui est désormais une marque de fabrique du pays, est consommée principalement dans le pays mais est également exportée dans plusieurs pays du monde. Il tire son nom du village de Bacanora, où il est produit depuis des centaines d'années. Sa popularité est également indiquée par le fait qu'il est mentionné dans un corrido bien connu, la chanson Sonora querida, sur l'amour de Sonora. Sa teneur en alcool est généralement supérieure à 40 %.

## Histoire
La boisson a été fabriquée pour la première fois par les indigènes de Sonora au XVIe siècle, lorsque les Espagnols ont apporté la technologie de la distillation d'Europe. Sa recette actuelle date du début du XVIIIe siècle et a été transmise de génération en génération. Appelé à l'origine « vin de mezcal » ou « eau-de-vie de mezcal », ce n'est que dans la seconde moitié du XIXe siècle que le nom de la commune de Bacanora, où il est produit, a été repris, ce qui permet de le distinguer plus facilement des autres mezcals.
Vers 2016, la production annuelle de Bacanora atteignait 360 000 litres (d'une valeur de 62 millions de pesos), dont 80 000 litres litres étaient produits par des entreprises « officielles » (40 entreprises avec 120 employés), le reste étant produit « officieusement » par environ 1 500 personnes.

## Préparation
Traditionnellement, le Bacanora n'était pas produit à partir d'agave cultivé, mais était récolté dans les montagnes à l'état sauvage, bien qu'il soit maintenant récolté dans des plantations. Les plantes sélectionnées sont déterrées tige par tige et, comme les feuilles ne sont pas utilisables, elles sont coupées à la hache. Seules les « tiges », qui ressemblent à de grosses pommes de pin, sont utiles : elles sont chauffées dans des trous dans le sol, recouvertes d'un couvercle et chauffées pendant deux jours sur un feu de mesquite. Ce processus dit de « tateming », selon les experts, donne au produit final une saveur spéciale et unique. Les parties de la plante sont ensuite conservées et fermentées dans des trous souterrains ou dans des barils étanches en acier ou en PVC.
Le produit y reste pendant 6 à 12 jours, en fonction de la température ambiante, et est ensuite distillé dans une dernière étape.